# ستيفن سبيد
ستيفن سبيد (بالإنجليزية: Stephen Speed)‏ هو ضابط وسياسي أمريكي، ولد في 1963 في ويلمنغتون في الولايات المتحدة. حزبياً، نشط في الحزب الجمهوري.